# Medaliści mistrzostw świata we wspinaczce sportowej
Medaliści mistrzostw świata we wspinaczce sportowej – zestawienie zawodników i zawodniczek, którzy przynajmniej raz podczas zawodów wspinaczkowych stanęli na podium mistrzostw świata we wspinaczce sportowej. 1. edycja mistrzostw świata zorganizowana przez Międzynarodową Federację Wspinaczki Sportowej (IFCS) odbyła się w Niemczech we Frankfurcie w roku 1991.

## Konkurencje
Mężczyźni i kobiety
- B – bouldering, P – prowadzenie, C – na czas, Ł – wspinaczka łączna

## Medaliści mistrzostw świata

### Bouldering
| PłećEdycja      | Kobiety          | Kobiety          | Kobiety                  | Mężczyźni             | Mężczyźni         | Mężczyźni       |
| PłećEdycja      | Złoto            | Srebro           | Brąz                     | Złoto                 | Srebro            | Brąz            |
| --------------- | ---------------- | ---------------- | ------------------------ | --------------------- | ----------------- | --------------- |
| 2001 Winterthur | Myriam Motteau   | Sandrine Levet   | Natalija Perłowa         | Mauro Calibani        | Frédéric Tuscan   | Christian Core  |
| 2003 Chamonix   | Sandrine Levet   | Natalija Perłowa | Fanny Rogeaux            | Christian Core        | Jérôme Meyer      | Tomasz Oleksy   |
| 2005 Monachium  | Olha Szałahina   | Julija Abramczuk | Věra Kotasová-Kostruhová | Saławat Rachmietow    | Kilian Fischhuber | Gérôme Pouvreau |
| 2007 Avilés     | Anna Stöhr       | Akiyo Noguchi    | Olga Bibik               | Dmitrij Szarafutdinow | Martin Stráník    | Cédric Lachat   |
| 2009 Xining     | Julija Abramczuk | Olha Szałahina   | Anna Stöhr               | Aleksiej Rubcow       | Rustam Gelmanow   | David Barrans   |
| 2011 Arco       | Anna Stöhr       | Sasha DiGiulian  | Juliane Wurm             | Dmitrij Szarafutdinow | Adam Ondra        | Rustam Gelmanow |
| 2012 Paryż      | Mélanie Sandoz   | Olga Jakowlewa   | Anna Stöhr               | Dmitrij Szarafutdinow | Kilian Fischhuber | Rustam Gelmanow |
| 2014 Gijón      | Juliane Wurm     | Alex Puccio      | Akiyo Noguchi            | Adam Ondra            | Jernej Kruder     | Jan Hojer       |
| 2016 Paryż      | Petra Klingler   | Miho Nonaka      | Akiyo Noguchi            | Tomoa Narasaki        | Adam Ondra        | Manuel Cornu    |
| 2018 Innsbruck  | Janja Garnbret   | Akiyo Noguchi    | Staša Gejo               | Kai Harada            | Chon Jong-won     | Gregor Vezonik  |
| 2019 Hachiōji   | Janja Garnbret   | Akiyo Noguchi    | Shauna Coxsey            | Tomoa Narasaki        | Jakob Schubert    | Yannick Flohé   |

### Prowadzenie
| PłećEdycja      | Kobiety          | Kobiety            | Kobiety             | Mężczyźni                | Mężczyźni                | Mężczyźni                                 |
| PłećEdycja      | Złoto            | Srebro             | Brąz                | Złoto                    | Srebro                   | Brąz                                      |
| --------------- | ---------------- | ------------------ | ------------------- | ------------------------ | ------------------------ | ----------------------------------------- |
| 1991 Frankfurt  | Susi Good        | Isabelle Patissier | Robyn Erbesfield    | François Legrand         | Yuji Hirayama            | Guido Köstermeyer                         |
| 1993 Innsbruck  | Susi Good        | Robyn Erbesfield   | Isabelle Patissier  | François Legrand         | Stefan Glowacz           | Yuji Hirayama                             |
| 1995 Genewa     | Robyn Erbesfield | Laurence Guyon     | Liv Sansoz          | François Legrand         | Arnaud Petit             | Elie Chevieux                             |
| 1997 Paryż      | Liv Sansoz       | Muriel Sarkany     | Marietta Uhden      | François Petit           | Chris Sharma             | François Legrand                          |
| 1999 Birmingham | Liv Sansoz       | Muriel Sarkany     | Jelena Owczinnikowa | Bernardino Lagni         | Yuji Hirayama            | Maksym Petrenko                           |
| 2001 Winterthur | Martina Čufar    | Muriel Sarkany     | Chloé Minoret       | Gérôme Pouvreau          | Tomáš Mrázek             | François Petit                            |
| 2003 Chamonix   | Muriel Sarkany   | Emilie Pouget      | Sandrine Levet      | Tomáš Mrázek             | Patxi Usobiaga           | David Caude                               |
| 2005 Monachium  | Angela Eiter     | Emily Harrington   | Akiyo Noguchi       | Tomáš Mrázek             | Patxi Usobiaga           | Alexandre Chabot                          |
| 2007 Avilés     | Angela Eiter     | Muriel Sarkany     | Maja Vidmar         | Ramón Julián Puigblanqué | Patxi Usobiaga           | Tomáš Mrázek Jorg Verhoeven Cédric Lachat |
| 2009 Xining     | Johanna Ernst    | Kim Ja-in          | Maja Vidmar         | Patxi Usobiaga           | Adam Ondra               | David Lama                                |
| 2011 Arco       | Angela Eiter     | Kim Ja-in          | Magdalena Röck      | Ramón Julián Puigblanqué | Jakob Schubert           | Adam Ondra                                |
| 2012 Paryż      | Angela Eiter     | Kim Ja-in          | Johanna Ernst       | Jakob Schubert           | Sean McColl              | Adam Ondra                                |
| 2014 Gijón      | Angela Eiter     | Kim Ja-in          | Johanna Ernst       | Adam Ondra               | Ramón Julián Puigblanqué | Sachi Amma                                |
| 2016 Paryż      | Janja Garnbret   | Anak Verhoeven     | Mina Markovič       | Adam Ondra               | Jakob Schubert           | Gautier Supper                            |
| 2018 Innsbruck  | Jessica Pilz     | Janja Garnbret     | Kim Ja-in           | Jakob Schubert           | Adam Ondra               | Alexander Megos                           |
| 2019 Hachiōji   | Janja Garnbret   | Mia Krampl         | Ai Mori             | Adam Ondra               | Alexander Megos          | Jakob Schubert                            |

### Wspinaczka na czas
| PłećEdycja      | Kobiety             | Kobiety            | Kobiety             | Mężczyźni                      | Mężczyźni                      | Mężczyźni                      |
| PłećEdycja      | Złoto               | Srebro             | Brąz                | Złoto                          | Srebro                         | Brąz                           |
| --------------- | ------------------- | ------------------ | ------------------- | ------------------------------ | ------------------------------ | ------------------------------ |
| 1991 Frankfurt  | Isabelle Dorsimond  | Agnès Brard        | Wiera Czeresznewa   | Hans Florine                   | Jacky Godoffe                  | Kajrat Rachmietow              |
| 1993 Innsbruck  | Olga Bibik          | Isabelle Dorsimond | Renata Piszczek     | Władimir Niecwietajew-Dołgalow | Serik Kazbekow                 | Jewhen Krywoszejcew            |
| 1995 Genewa     | Natalie Richer      | Cécile Avezou      | Renata Piszczek     | Andrij Wedenmiejer             | Milan Benian                   | Władimir Niecwietajew-Dołgalow |
| 1997 Paryż      | Tatjana Rujga       | Irina Zajcewa      | Olga Bibik          | Daniel Andrada                 | Jewhen Krywoszejcew            | Dmitrij Byczkow                |
| 1999 Birmingham | Olha Zacharowa      | Ołena Riepko       | Natalija Nowikowa   | Wołodymyr Zacharow             | Władimir Niecwietajew-Dołgalow | Aleksiej Gadiejew              |
| 2001 Winterthur | Ołena Riepko        | Majia Piratinska   | Swietłana Sutkina   | Maksym Stienkowy               | Wołodymyr Zacharow             | Tomasz Oleksy                  |
| 2003 Chamonix   | Ołena Riepko        | Tatjana Rujga      | Walentyna Jurina    | Maksym Stienkowy               | Tomasz Oleksy                  | Aleksandr Pieszechonow         |
| 2005 Monachium  | Ołena Riepko        | Walentyna Jurina   | Edyta Ropek         | Jewgienij Wajcechowski         | Maksym Stienkowy               | Siergiej Sinicyn               |
| 2007 Avilés     | Tatjana Rujga       | Edyta Ropek        | Walentyna Jurina    | Zhong Qixin                    | Manuel Escobar                 | Siergiej Sinicyn               |
| 2009 Xining 10  | He Cuilian          | He Cuifang         | Li Chunhua          | Zhong Qixin                    | Aleksandr Nigmatulin           | Iwan Nowikow                   |
| 2009 Xining 15  | He Cuilian          | He Cuifang         | Li Chunhua          | Zhong Qixin                    | Siergiej Abdrachmanow          | Zhang Ning                     |
| 2011 Arco       | Marija Krasawina    | Anna Cyganowa      | Tamara Ułżabajewa   | Zhong Qixin                    | Stanisław Kokorin              | Danyjił Bołdyrew               |
| 2012\| Paryż    | Julija Lewoczkina   | Julija Kaplina     | Natalija Titowa     | Zhong Qixin                    | Libor Hroza                    | Dmitrij Timofiejew             |
| 2014 Gijón      | Alina Gajdamakina   | Klaudia Buczek     | Aleksandra Mirosław | Danyjił Bołdyrew               | Stanisław Kokorin              | Reza Alipour                   |
| 2016 Paryż      | Anna Cyganowa       | Anouck Jaubert     | Julija Kaplina      | Marcin Dzieński                | Reza Alipour                   | Aleksandr Szikow               |
| 2018 Innsbruck  | Aleksandra Mirosław | Anna Brożek        | Marija Krasawina    | Reza Alipour                   | Bassa Mawem                    | Stanisław Kokorin              |
| 2019 Hachiōji   | Aleksandra Mirosław | Niu Di             | Anouck Jaubert      | Ludovico Fossali               | Jan Kříž                       | Stanisław Kokorin              |
| 2021 Moskwa     | Natalia Kałucka     | Julija Kaplina     | Aleksandra Mirosław | Danyjił Bołdyrew               | Erik Noya Cardona              | Noah Bratschi                  |

### Wspinaczka łączna
| PłećEdycja     | Kobiety          | Kobiety          | Kobiety         | Mężczyźni      | Mężczyźni      | Mężczyźni         |
| PłećEdycja     | Złoto            | Srebro           | Brąz            | Złoto          | Srebro         | Brąz              |
| -------------- | ---------------- | ---------------- | --------------- | -------------- | -------------- | ----------------- |
| 2012\| Paryż   | Kim Ja-in        | Cécile Avezou    | Petra Klingler  | Sean McColl    | Thomas Tauporn | Cédric Lachat     |
| 2014 Gijón     | Charlotte Durif  | Petra Klingler   | Mina Markovič   | Sean McColl    | Jan Hojer      | Levier Alban      |
| 2016 Paryż     | Jelena Krasowska | Claire Buhrfeind | Charlotte Durif | Sean McColl    | Manuel Cornu   | David Firnenburg  |
| 2018 Innsbruck | Janja Garnbret   | Sa Sol           | Jessica Pilz    | Jakob Schubert | Adam Ondra     | Jan Hojer         |
| 2019 Hachiōji  | Janja Garnbret   | Akiyo Noguchi    | Shauna Coxsey   | Tomoa Narasaki | Jakob Schubert | Riszat Chajbullin |